# Michel Del Burgo
Michel Del Burgo, né le 21 juin 1962 à Hirson (Aisne) et mort le 12 mars 2017 à Paris, est un chef cuisinier français triplement étoilé au Guide Michelin.

## Biographie
Après avoir passé ses 17 premières années dans le restaurant familial « La Cargolade » à Larouillies, et intégré l'école hôtelière d'Avesne-sur-Helpe, il obtient le titre de meilleur apprenti de la région Nord-Pas-de-Calais et son C.A.P. Il est alors recruté comme commis au restaurant, triplement étoilé, « l'Oustau de Baumanière » aux Baux-de-Provence, dirigé par le chef Raymond Thuillier, secondé par son petit-fils Jean-André Charial. Ceux-ci lui propose trois ans après de rejoindre Michel Guérard  aux « Prés d'Eugénie » à Eugénie-les-Bains, dans les Landes. Un an plus tard, en 1984, il entre au service d'Alain Ducasse — comme chef de partie au « Byblos des neiges » à Courchevel — qu'il suivra après la saison hivernale au restaurant de « l'hôtel Juana » à Juan-Les-Pins puis à la « Brasserie de l'horloge » à Monaco.
Poursuivant sa carrière, comme second au restaurant « Le Beau Rivage » à Condrieu aux côtés de Paulette Chastaing, doublement étoilée depuis 1964, il se retrouve au « Chiandoux » à Dôle, où il occupe brièvement sa première place de chef. Il obtient sa première étoile pour le restaurant « La Vieille fontaine » de l'Hôtel d'Europe à Avignon en 1990.

### Arrivée à Carcassonne
Jean-Michel Signoles, chef d'entreprise originaire de Carcassonne qui vient de racheter l'Hôtel de la Cité, lui offre de relancer le restaurant « La Barbacane ». Un an après son arrivée, il décroche une première étoile qui sera suivie d'une deuxième en 1995,,.
L'hôtel ayant été revendu en 1997 au groupe Orient-Express, il rejoint Paris pour prendre en charge la cuisine de l'hôtel Le Bristol. Jean-Claude Vrinat, propriétaire du restaurant Taillevent le contacte afin de succéder à Philippe Legendre et conserver les 3 étoiles de l'établissement, ce qu'il fera de 1999 à 2002.

### Après Taillevent
Un drame personnel, la perte d'un enfant, freinera sa brillante ascension. On le retrouve, quelquefois pour de courtes périodes, de Gordes à Moscou, au restaurant « Le Duc », à Nice au « Chanteclerc » de l'hôtel Negresco ou à Paris  « Chez la Vieille » le bistrot patrimonial d'Adrienne Biasin ainsi qu'à « L'Orangerie », le restaurant de l'île Saint-Louis créé par Jean-Claude Brialy,.
En 2012, il offre une troisième étoile à « L'Atelier de Joël Robuchon » situé à Hong-Kong pour rejoindre un an plus tard Carcassonne où il décrochera une dernière fois une nouvelle étoile pour « L'Hôtel 111 », un établissement qui fermera ses portes quelques mois après.
Atteint d'une tumeur du cerveau, il meurt le 12 mars 2017 à l'hôpital de la Salpêtrière,. Il repose au cimetière du Père-Lachaise,,.

## Cuisine de Michel Del Burgo
Parmi ses recettes :
- Anguille fumée en mariage tiède de pomme ratte, caviar osciètre et condiment au raifort.

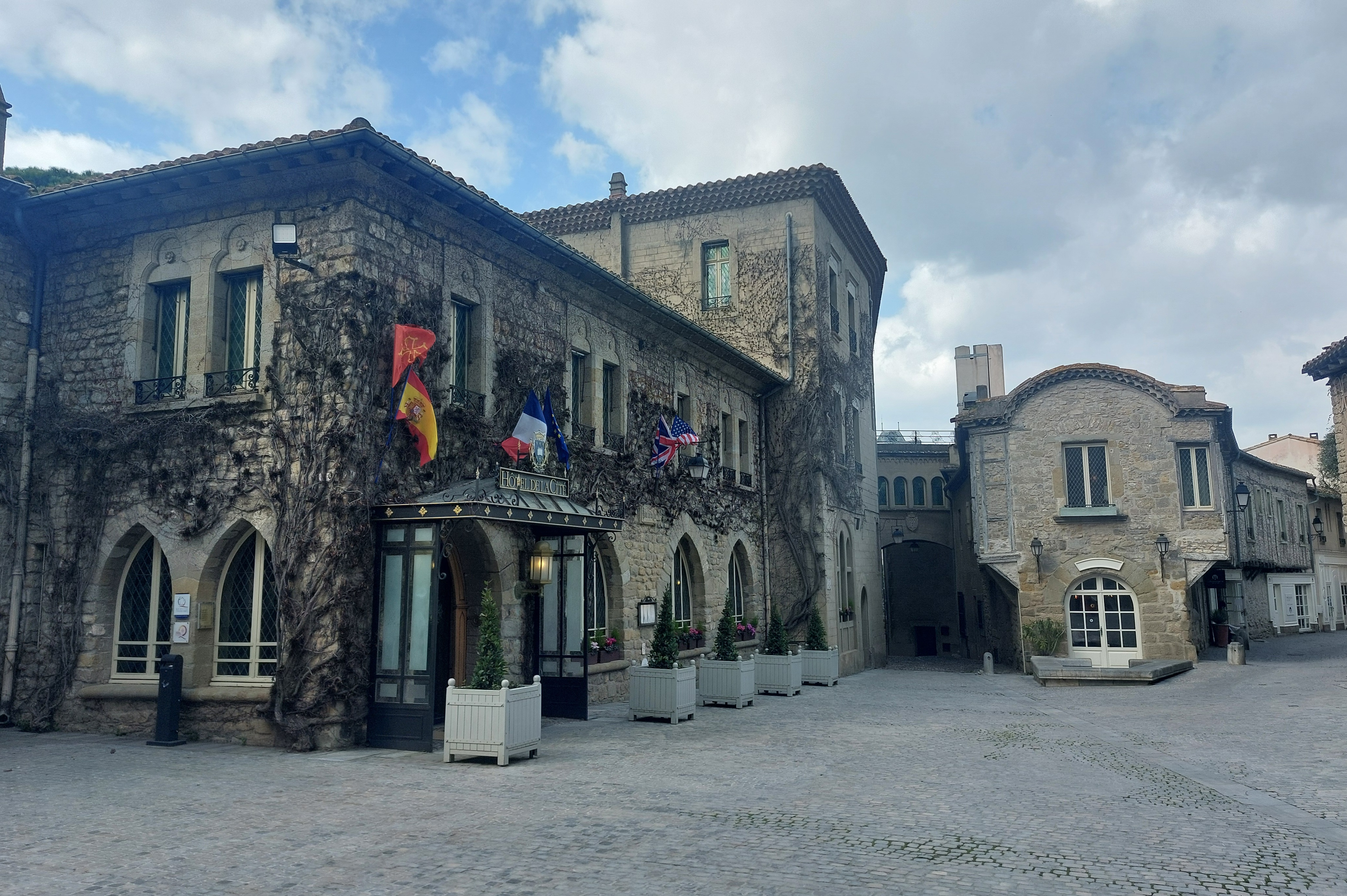
Façade principale de l'Hôtel de la Cité à Carcassonne.
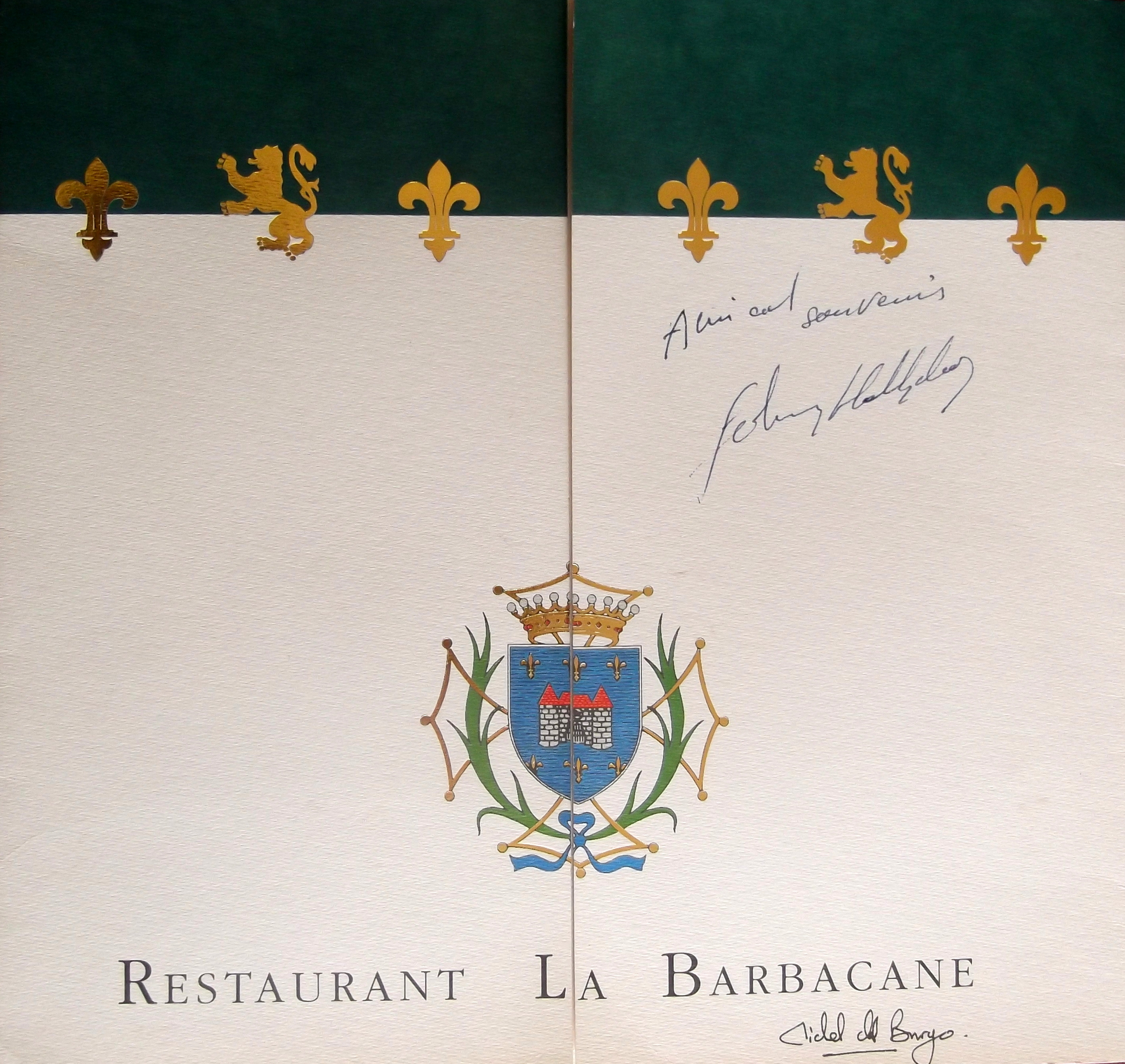
Couverture d'un menu daté de 1996, du restaurant « La Barbacane », dirigé par Michel Del Burgo, dédicacé par Johnny Hallyday.
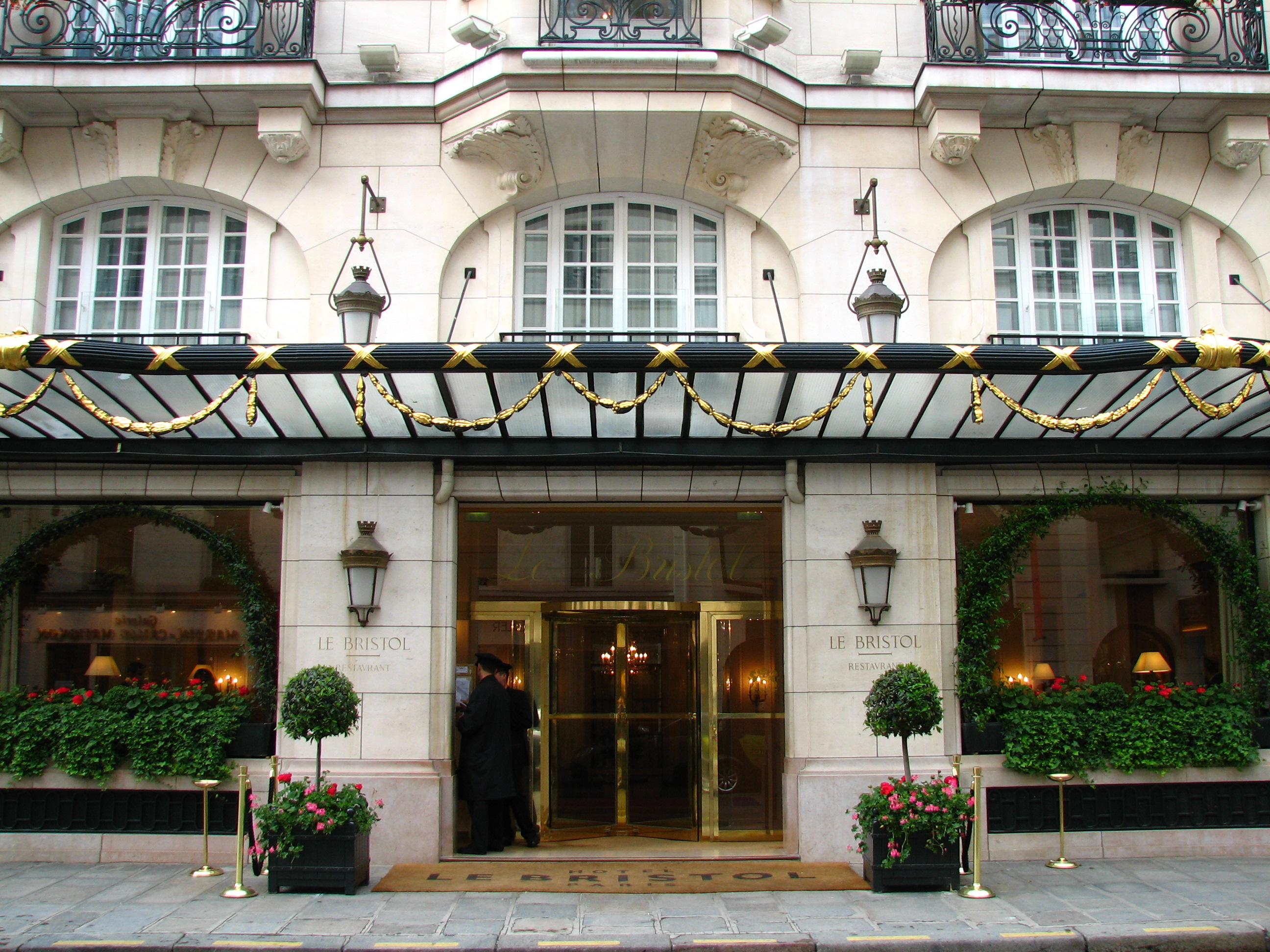
Entrée de l'hôtel Le Bristol à Paris.
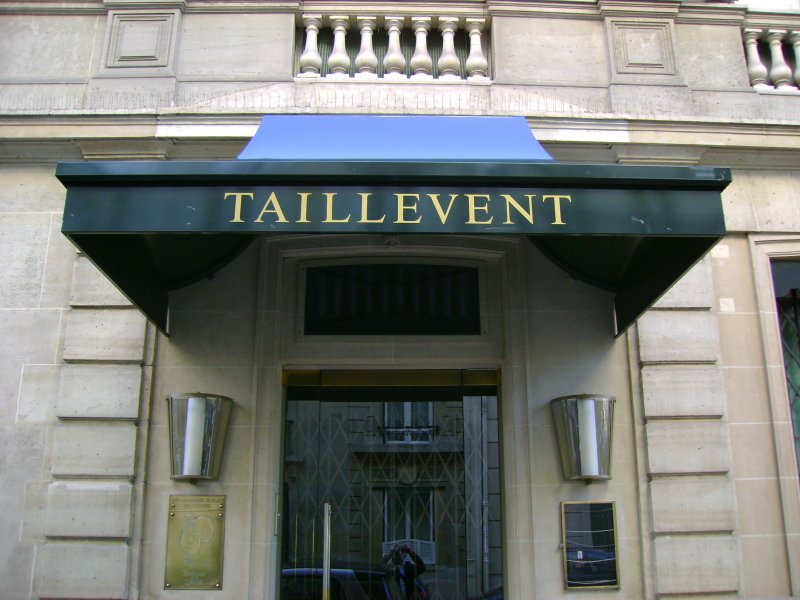
Entrée du restaurant  Taillevent, rue Lamennais, à Paris.